# Myslivna na Zbraslavi
Myslivna na Zbraslavi v Praze stojí v historickém jádru severně od náměstí proti zbraslavskému zámku. Je chráněna jako nemovitá kulturní památka České republiky.

## Historie
Myslivna pochází z 16. století a původně šlo o dřevostavbu; poprvé je zmíněna roku 1564. V roce 1770 při číslování domů jí bylo přiděleno číslo popisné 2, v pořadí za farou s č.p. 1. Po zrušení kláštera v roce 1785 přestavěl roku 1794 stavitel Matěj Ruml myslivnu ve stylech pozdního baroka a klasicismu. Poté ji využíval knížecí rod Oettingen-Wallerstein v období honů pro potřeby myslivosti a částečně jako letohrádek. Ve 20. století sloužila k bydlení. V letech 2012–2018 prošla celkovou rekonstrukcí.

## Popis
Budova myslivny je jednopatrová, ze strany ulice přízemní. Stavba na půdorysu písmene „L“ je kryta polovalbovou střechou. Bránu má zaklenutou stlačeným obloukem, kterému odpovídá oblouk římsy uzavírající bránu. Uliční průčelí je osmiosé s portálem s nadsvětlíkem. Okna mají šambrány se štukovými supraportami a parapety. Štítová stěna je dvojosá se dvěma okrouhlými okny ve štítě. Hlavní římsa je zalomená, pod zalomením je umístěn plastický nápis: „Nro: 2do, RE A. D. 1794“. Dům je podsklepený; přízemí předního traktu je pod úrovní okolního terénu. Sklepy jsou na jižní straně plochostropé, v centru a na severu klenuté segmentovou klenbou s výsečemi. Dvouramenné dřevěné schodiště má původní stupně. Na schodišti na půdu je zachováno barokní okno se zalomeným zdobeným kováním. Místnosti v prvním patře jsou plochostropé; na jihu s nosným trámem, na severu s fabiony.